# Növénytetvek
A növénytetvek (Sternorrhyncha) az ízeltlábúak törzsének és a rovarok osztályának a félfedelesszárnyúak (Hemiptera) rendjébe tartozó alrend.

## Rendszerezés
Az alrendbe az alábbi öregcsaládok tartoznak:
- Liszteskék (Aleyrodidae) – 1 család

- Levéltetvek (Aphidoidea) – 2 család
  - valódi levéltetűfélék (Aphididae)
  - gubacstetvek (Eriosomatidae)

- Pajzstetvek (Coccoidea) – 13 család
  - Aclerdidae
  - Asterolecaniidae
  - teknős pajzstetvek (Coccidae)
  - Conchaspididae
  - Dactylopiidae
  - kagylós pajzstetvek (Diaspididae)
  - Eriococcidae
  - Kermesidae
  - Kermidae
  - Lacciferidae
  - Margarodidae
  - lemezes-pajzstetvek (Ortheziidae)
  - viaszos pajzstetvek (Pseudococcidae)

- törpetetvek (Phylloxeroideavagy Adelgoidea) – 2 család
  - toboztetvek (Adelgidae)
  - valódi törpetetvek (Phylloxeridae)

- levélbolhák (Psylloidea)
  - valódi levélbolhák (Psyllidae)
  - Calophyidae
  - Carsidaridae
  - Homotomidae
  - Phacopteronidae
  - Triozidae
  - †Liadopsyllidae
  - †Malmopsyllidae